# Mohamed Zouari
Mohamed Zouari (arabe : محمد الزواري), né en 1967 à Sfax et mort assassiné le 15 décembre 2016 dans la même ville, est un ingénieur tunisien et un cadre des Brigades Izz al-Din al-Qassam, la branche armée du Hamas,,.

## Biographie
Originaire de Sfax, Mohamed Zouari est un sympathisant du parti islamiste Ennahdha. Il aurait quitté la Tunisie en 1991 pour se rendre en Syrie afin d'échapper à la vague de répression du régime de Zine el-Abidine Ben Ali.
Fort d'un savoir-faire en aéronautique et dans la conception de drones, il intègre les rangs des Brigades Izz al-Din al-Qassam, la branche armée du Hamas, où il supervise son programme de fabrication d'avions sans pilote Ababeel1, utilisés en 2014 pendant la guerre de Gaza,.
Il serait retourné en Tunisie après la révolution de 2011.

## Assassinat
Le 15 décembre 2016, alors qu'il s'apprête à démarrer sa voiture, un camion le bloque et deux tueurs le criblent d'une vingtaine de balles dont trois mortelles au niveau du thorax. Les tueurs ont recours à des pistolets munis de silencieux.
Après l'assassinat, des hackers parviennent à accéder au système de surveillance d'un restaurant proche du lieu de l'assassinat et effacent le contenu des enregistrements vidéo.
Le 15 décembre, le Hamas confirme, via une déclaration sur son site web, l'appartenance de Zouari aux Brigades Izz al-Din al-Qassam et le rôle qu'il a joué dans le développement des drones Ababil. Le Hamas accuse par ailleurs Israël d'être derrière l'assassinat et promet de le venger.
Le gouvernement tunisien annonce que l'État tunisien va poursuivre en justice, aussi bien sur le sol national qu'à l'étranger, toute personne impliquée dans cet assassinat.
Interrogé sur l'assassinat, le ministre israélien de la Défense Avigdor Liberman affirme qu'Israël continuera à défendre ses intérêts et que Mohamed Zouari n'est certainement pas une personne pacifique nommée pour le prix Nobel de la paix. Amélie Férey explique que l'assassinat ciblé de Mohamed Zouari par un commando vraisemblablement israélien avait pour but de réduire le savoir-faire technique du Hamas et du Hezbollah.